# Puluik Puluik
Puluik Puluik is een bestuurslaag in het regentschap Zuid-Pesisir van de provincie West-Sumatra, Indonesië. Puluik Puluik telt 3692 inwoners (volkstelling 2010).